# 444

## Decese
- 27 iunie: Chiril al Alexandriei  (n. 376)